# Anastasia Golovina
Anastasia Golovina (născută Nicolau; n. 17 octombrie 1850, Chișinău, Imperiul Rus – d. 5 martie 1933, Varna, Regatul Bulgariei) a fost prima femeie medic din Bulgaria. 

## Biografie
S-a născut la Chișinău în familia lui Anghel Nicolau, primar al orașului Chișinău în perioada 1855–1858. A studiat inițial la Pensionatul pentru fete de nobili al surorilor Anastasia și Ecaterina Rizo din Chișinău. Ulterior a absolvit Facultatea de Medicină a Universității din Zurich (Elveția, 1872). În 1878 obține diploma de studii superioare în psihiatrie la Universitatea Sorbona din Paris.

## Activitate profesională
Din 1879 se stabilește în Bulgaria, unde a lucrat ca medic în orașele Sofia, Loveci, Plovdiv, Varna.   
În perioada 1882–1886 este secretar-consilier în cancelaria prințului Alexandru de Battenberg.   
Este autoare a peste 100 lucrări și articole științifice despre tratarea tuberculozei, malariei, despre organizarea tratamentului sanatorial, despre organizarea sistemului ocrotirii sănătății. Ca psihiatru s-a ocupat de studiul și descrierea unor boli precum debilitatea mintală, demența etc.   
De asemenea, a activat în calitate de redactor la mai multe ziare și reviste social-politice și de medicină din Bulgaria.